# Sándor Kőrösi Csoma
Dans le nom hongrois Kőrösi Csoma Sándor, le nom de famille précède le prénom, mais cet article utilise l’ordre habituel en français Sándor Kőrösi Csoma, où le prénom précède le nom.
Sándor Kőrösi Csoma ou Alexandre Csoma de Kőrös, né à Kőrös (en Transylvanie, aujourd'hui Chiuruş (ro)) le 27 mars 1784 et décédé à Darjeeling (Inde) le 11 avril 1842, est un explorateur, philologue et orientaliste sicule considéré comme le fondateur de la tibétologie comme discipline académique. Il a rédigé le premier dictionnaire tibétain-anglais.

## Biographie

### Les années de formation
Sándor Kőrösi Csoma est issu d’une famille de petite noblesse pauvre d’ascendance sicule ; lui-même se désigne comme « Siculo-Hongrois de Transylvanie ». Son père servait dans la garde-frontière. À six ans, Sándor commence ses études primaires dans son village ; en 1799, il est envoyé par son père au collège Bethlen de Nagyenyed (aujourd’hui Aiud, en Roumanie), un établissement protestant de haute renommée. Il acquiert une bonne connaissance du latin et du grec classiques et dans cette période d’éveil national se passionne pour l’histoire des origines du peuple hongrois. Ses examens passés, il est répétiteur, puis complète sa formation en étudiant la philosophie (pendant trois ans) et la théologie (pendant quatre ans). Dès cette époque s’affirme la grande idée de sa vie : retrouver le berceau de ses ancêtres magyars.
En 1815, il voyage à Vienne, puis en Allemagne. Un an plus tard, ayant obtenu une bourse anglaise, il s’inscrit à l’université de Göttingen et se lance dans l’étude des langues orientales. Il assiste aux cours de Blumenbach, naturaliste et précurseur de l’anthropologie moderne, et étudie l’arabe et le turc avec Eichhorn, orientaliste de renom qui attire son attention sur l’importance des sources historiques arabes. Il prend aussi connaissance des idées de Klaproth concernant l’existence supposée de liens entre les Hongrois et les Ouïghours. À l’issue de ces deux années, il peut lire et écrire treize langues.
De retour en Transylvanie en 1818, Csoma renonce à l’enseignement. Il se met en relation avec le cercle savant de Kolozsvár (Cluj-Napoca), où il retrouve son ancien condisciple, Sámuel Gyarmathi, tenant de la théorie finno-ougrienne de l’origine des Hongrois. Les discussions vont bon train. Csoma refusait l’idée d’une parenté finno-ougrienne, qui prévaut aujourd’hui. Il était persuadé que le peuple hongrois est issu des Huns, « comme il a été dit depuis des siècles », et qu’il fallait en chercher les traces au cœur de l’Asie.
Au printemps 1819, à la suggestion de ses collègues, il se rend à Temesvár (Timișoara), puis à Agram (Zagreb) afin d’apprendre le vieux-slave et les langues slaves locales. Après des années pendant lesquelles il s’est longuement préparé par l’étude, son projet a mûri. Le 25 novembre 1819, à trente-cinq ans, il quitte Nagyenyed ; quatre jours plus tard, il passe la frontière de son pays et se dirige vers l’Orient.

### De la Transylvanie au Ladakh: le «grand voyage» (1819-1822)
Il part à pied, avec le minimum de bagages et peu d’argent. Entre-temps, son plan avait changé : n’ayant pu obtenir le passeport indispensable pour traverser la Russie, il s’engage vers le sud en direction de Constantinople, via Bucarest et Sofia, muni d’un simple laissez-passer rédigé en hongrois. C’est le début d’un voyage qui va le conduire jusque dans l’Himalaya. Au total il parcourra neuf mille kilomètres en deux ans et demi.
L’aventure est émaillée d’imprévus qui l’obligent à modifier son parcours et retardent sa progression. À peine est-il arrivé à Constantinople qu'une épidémie de peste sévissant dans toute l’Anatolie le contraint à s’embarquer pour l’Égypte, l’écartant ainsi de sa route. Parvenu à Alep, via Chypre et le Liban, il reste plus de sept semaines dans l’attente d’une caravane. De Mossoul à Bagdad, il emprunte l’un des radeaux rudimentaires qui descendent le Tigre jusqu’à la capitale. L’étape de Bagdad lui est propice : grâce à l’hospitalité d’un commerçant slovaque établi dans la ville, et avec l’aide du secrétaire du résident britannique, il séjourne un mois et demi dans d’excellentes conditions et reconstitue ses forces. À Téhéran, il passe cinq mois sous la protection des résidents britanniques, et met à profit ce délai pour perfectionner sa pratique du persan et de l’anglais. Reparti à travers le Khorasan, il arrive à Mashhad où il reste six mois avant de trouver une caravane pour Boukhara. Lors de sa traversée de l’Afghanistan en proie à la guerre civile, il rencontre dans la passe de Khyber, deux officiers français, Allard et Jean-Baptiste Ventura, qu’il accompagne jusqu’à Lahore.
Le 18 mai 1822, il est à Srinagar, au Cachemire, et quelques jours plus tard pénètre au Ladakh ; le 19 juin, il est à Leh, la capitale de ce petit royaume himalayen. De là, il cherche à passer en haute-Asie, mais il doit renoncer à franchir le Karakoram: la route de Yarkand est trop dangereuse pour un chrétien et il manque d’argent. Il revient à Leh, puis à Srinagar. Près de la frontière du Cachemire, il rencontre l’Anglais William Moorcroft, vétérinaire et explorateur qui regrette le peu d’attention accordée au monde tibétain et déplore l’absence d’un dictionnaire et d’une grammaire de la langue tibétaine. Le seul ouvrage existant était l’Alphabetum Tibetanum du père augustinien Agostino Antonio Giorgi, paru à Rome en 1762, une compilation pesante, confuse et de peu d’usage. (En janvier 1827 paraîtra sous l’égide de la mission baptiste de Serampore un nouvel ouvrage qui s’avérera également inutilisable.)
Encouragé par Moorcroft, Csoma décide de se consacrer à l’étude du tibétain. Revenu à Srinagar, il s’attèle pendant cinq mois à l’apprentissage de cette langue et de cette culture alors peu connues. Il espérait aussi trouver dans ses études tibétaines des sources relatives à l’origine du peuple et de la langue magyare. En réalité, ce qu’il considérait comme une « occupation temporaire » allait durer près de dix ans.

### À la découverte de la langue et de la civilisation tibétaines (1823-1830)
De juin 1823 à octobre 1824, il séjourne au Zanskar, ancien royaume himalayen dépendant du Ladakh, où dans les conditions les plus dures, il passe près d’un an et demi au monastère de Zangla afin d’assimiler les fondements de la langue tibétaine classique. Il est pris en charge par un moine érudit, le lama Sangye Phuntsog, et accroît rapidement ses connaissances. Lors de ce séjour, il compulse un grand nombre d’ouvrages en tibétain ayant trait à l’histoire, à la géographie, à la médecine et à la littérature et se constitue un lexique de vingt mille mots avec l’aide de deux autres lamas. Il vit de manière ascétique dans une cellule étroite, sans chauffage ni feu ; sa principale pitance est faite de thé au beurre de yack et d’orge.

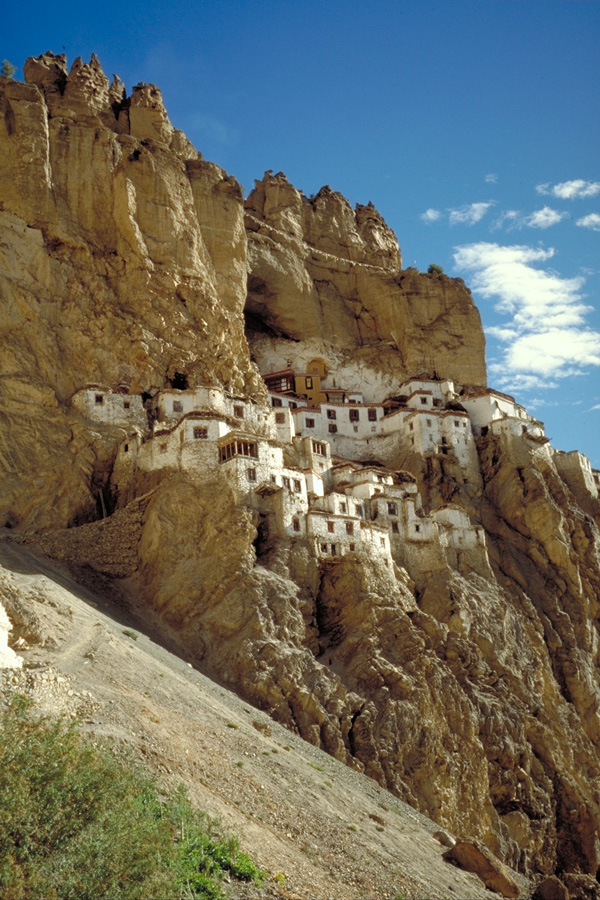
Le monastère de Phuktal (Ladakh)

En octobre 1824, il quitte Zangla pour Sabathou, poste-frontière britannique où il demeure six mois sans beaucoup progresser, son maître étant le plus souvent absent. En butte à la méfiance des autorités britanniques qui le soupçonnent d’être un espion, Csoma rédige à leur demande un rapport sur le but de son voyage et les circonstances fortuites qui l’ont conduit à entreprendre ses études tibétaines. Les Britanniques modifient leur attitude ; ils jugent son travail utile et lui donnent les moyens matériels pour poursuivre son activité. Fort de ce soutien, il retourne au Zanskar.
En novembre 1825, il s’installe au monastère de Phuktal la plus spectaculaire des constructions monastiques du Ladakh. Son travail avance peu, mais il rapporte des matériaux importants (manuscrits, volumes imprimés) que son lama lui a préparés.
Mi-juin 1827, il est à Kanam, au Kinnaur (ou Kinawar, nord du comté indien de Bishawar) où il va travailler trois ans et demi sur l’intégralité du canon bouddhique tibétain, le Kangyour (bKa’-gur, 108 volumes) et son commentaire, le Tandjour (bsTan-‘gyur, 225 volumes), soit un ensemble de 4569 textes différents. Traduits du sanskrit entre les VIIe et IXe siècles, ces textes furent ensuite retraduits dans les langues mongole, mandchoue et chinoise à partir du tibétain. Il a retrouvé son maître Sangje Phuntsog et travaille dans un environnement favorable. Cette période est la plus féconde. Il achève sa grammaire et son dictionnaire tibétains, prépare une version anglaise du lexique des termes bouddhiques, le Mahāvyutpatti,  et rassemble de nombreux matériaux ayant trait à la littérature tibétaine, dont le bouddhisme constitue l’assise.

### Sous les auspices de la Société asiatique du Bengale (1831-1842)
En 1831, à l’invitation de la Société asiatique royale (un an plus tard, elle devient Société asiatique du Bengale), il se rend à Calcutta et s’établit au siège de l’association avec comme mission d’inventorier les fonds tibétains de la bibliothèque, d’établir le catalogue raisonné des ouvrages acquis et de préparer l’édition de son dictionnaire et de sa grammaire. Il rédige des articles qui seront publiés dans le Journal of the Asiatic Society of Bengal et Asiatic Researches. En 1833, il est désigné membre correspondant de la Société des savants hongrois (Magyar Tudós Társaság).
En janvier 1834 paraissent aux Presses de la Mission baptiste de Serampore sa grammaire tibétaine ) et son dictionnaire tibétain-anglais ), deux ouvrages pionniers établis sur des bases scientifiques et ouvrant la voie à une nouvelle branche de la linguistique orientale : les études tibétaines. Ils seront imprimés à cinq cents exemplaires, dont cinquante destinés aux grandes institutions d’Europe. Le 20 mars 1834, Csoma est élu à l’unanimité membre d’honneur de la Société asiatique du Bengale.
De 1835 à 1837, il se rend dans la région de Malda, district de Malda dans le Bengale-Occidental, et s’installe près du village de Titalya. Son but est d’approfondir sa connaissance du sanskrit et d’apprendre le bengali et le marathi, afin de voir ce qui les rapproche du hongrois. Dans la préface à son dictionnaire tibétain, il relevait l’« analogie étroite » entre la structure du sanscrit et celle des autres dialectes indiens avec le hongrois. Ses recherches ne donneront pas les résultats escomptés, la parenté linguistique s’avérant plus problématique qu’il ne le pensait.
De retour à Calcutta, il devient bibliothécaire en chef de la Société asiatique, couvrant l’ensemble des collections orientales. Selon Ágoston Schoefft, un artiste peintre hongrois en visite, il vit en reclus, son travail scientifique est terminé. À ce stade, il peut lire ou écrire vingt langues. 

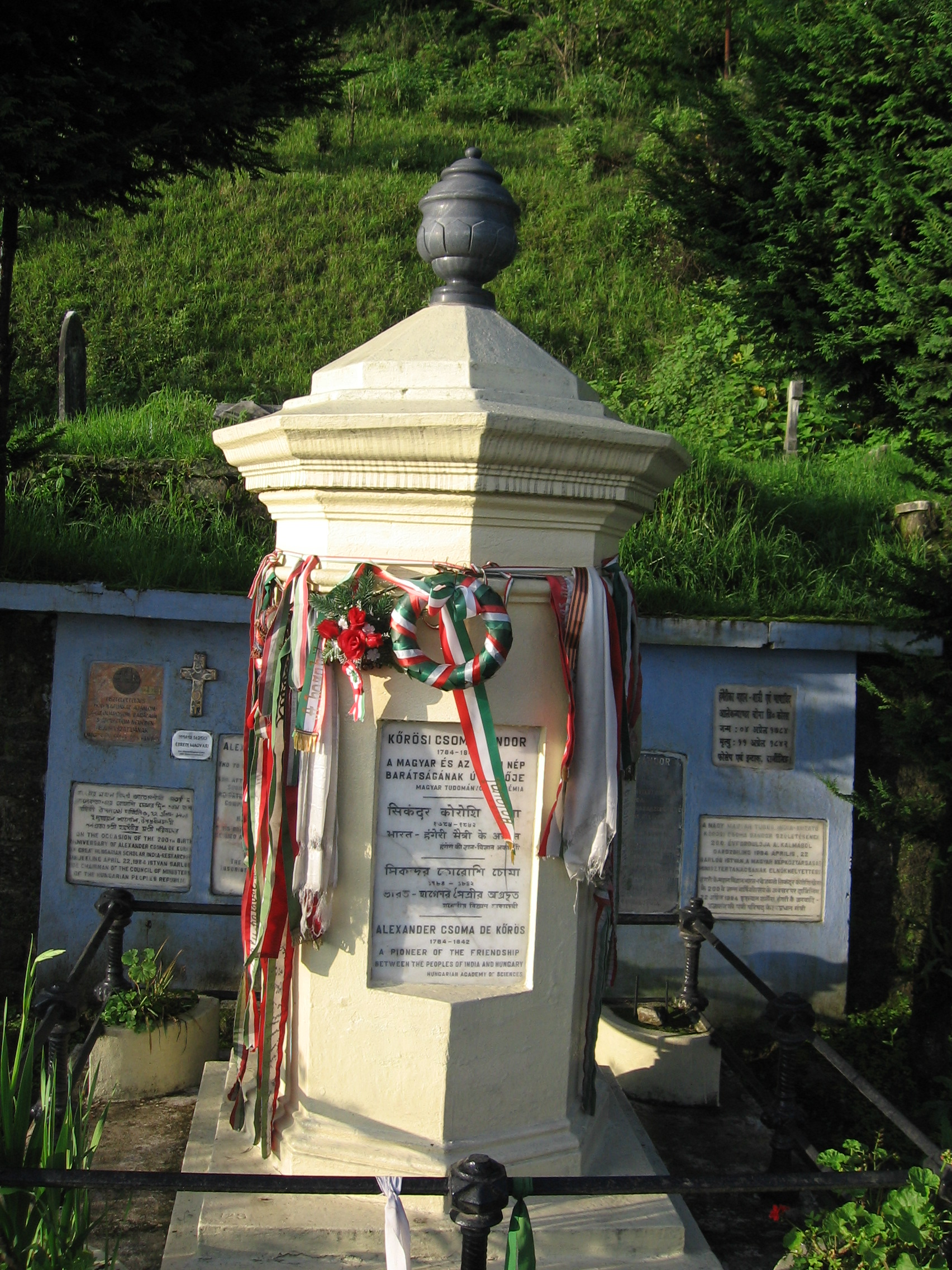
Monument érigé sur la tombe de Csoma de Koros, à Darjeeling

En mai 1841, il démissionne de son poste de bibliothécaire et revient à son dessein initial : retrouver le berceau de la culture hongroise (magyare). Son intention est de se rendre à Lhassa, puis de continuer sa route à travers l'immense plateau tibétain et au-delà jusqu’aux steppes mongoles. Il quitte Calcutta le 9 février 1842 et se dirige à nouveau vers le nord. En cours de route, il contracte la malaria et meurt à Darjeeling sans être entré au Tibet. Un monument commémoratif fut érigé sur sa tombe, dans un cimetière bordant la route menant de Darjeeling à Lebong.

## Œuvres principales
- A Grammar of the Tibetan Language in English, Calcutta, Baptist Mission Press, 1834.
- Essay towards a Dictionary Tibetan and English, Calcutta, Baptist Mission Press, 1834.
- Csoma de Koros, MA, Analysis of a Tibetan Medical Work. Journal of the Asiatic Society of Bengal, 4, 1835, p. 1-20.
- (en) Analysis of the Dulva, une partie du Kangyour, Asiatic Researches, Calcutta, 1836, vol. 20-1, pp. 41-93 (en ligne).
- Sanskrit-Tibetan-English Vocabulary, 3 vol., Calcutta, 1910, 1916, 1944. [Glossaire bilingue sanscrit-tibétain de la terminologie bouddhiste („Mahāvyutpatti”), complété par ses équivalents anglais]. Rééd. en 4 vol. par Akademia Kiadó, Budapest, 1984.
- Tibetan Studies, Calcutta, 1912. [Recueil d’articles]
- The Life and Teachings of Buddha, Calcutta, 1957.

## Citation
« Ce n'est pas trop dire qu'il a été le héros de la recherche désintéressée. (…) Persévérance, ténacité, volonté de fer, courage poussé jusqu'à l'héroïsme, abnégation exemplaire, on ne sait quels mots retenir quand il s'agit de lui, car il les contient tous à la fois »

— B. Le Calloc'h, « Alexandre Csoma de Kőrös, le bodhisatva hongrois », in Revue d'histoire des religions, 1987, 4, p. 381